# William Scharling

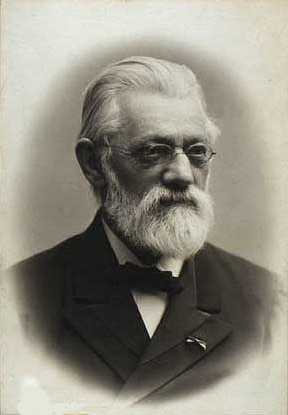
William Scharling

Hans William Scharling (* 22. September 1837 in Kopenhagen; † 29. April 1911 in Frederiksberg) war ein dänischer Nationalökonom, Hochschullehrer und Politiker, der unter anderem zwischen 1887 und 1888 Rektor der Universität Kopenhagen sowie von 1900 bis 1901 Finanzminister in der Regierung Sehested war.

## Leben

### Familiäre Herkunft, Studium und Hochschullehrer

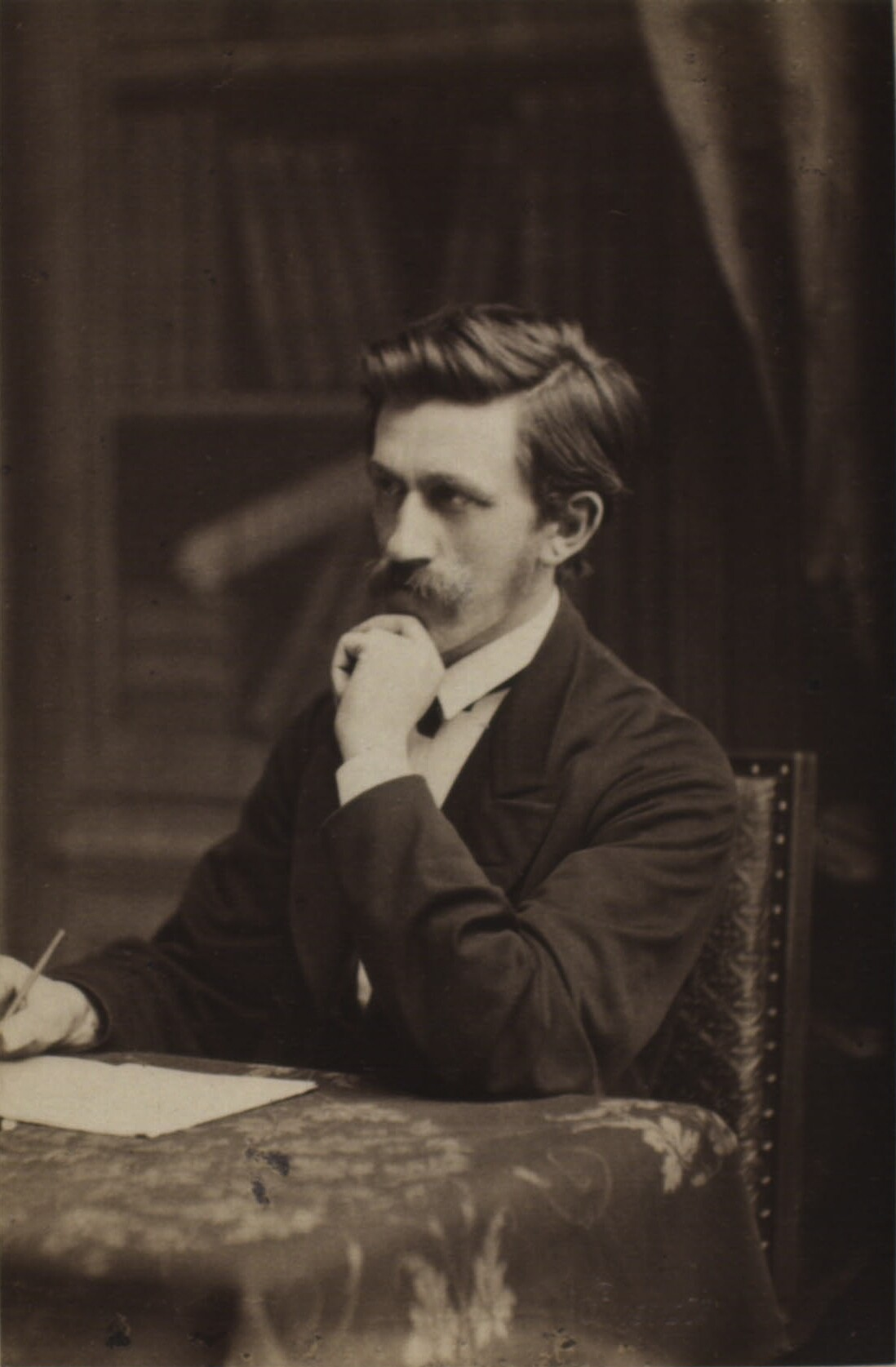
Der Theologe und Schriftsteller Henrik Scharling war der ältere Bruder von William Scharling.

Hans William Scharling war ein Sohn des Theologen Carl Emil Scharling (1803–1877) und jüngerer Bruder des Theologen und Schriftstellers Henrik Scharling (1836–1920). Er begann nach dem Besuch der Metropolitanskolen 1855 ein Studium der Rechtswissenschaft an der Universität Kopenhagen und schloss dieses 1861 als candidatus juris ab. Daraufhin begann er dort ein Studium der Staatswissenschaften und wurde 1862 mit der Goldmedaille der Universität ausgezeichnet. Nach der Ablehnung einer Bewerbung auf eine Professur für Nationalökonomie mit der Abhandlung Hvad forstaaes ved Proletariat og hvad kan fra Statens Side gjøres for at forhindre dets Opkomst og Udbredelse? („Was versteht man unter dem Proletariat und was kann der Staat tun, um dessen Entstehung und Ausbreitung zu verhindern?“) 1863 und einer von 1865 bis 1866 dauernden Auslandsreise erhielt er 1867 eine Anstellung im Innenministerium und bewarb sich 1869 mit der Abhandlung Pengenes synkende Værdi, belyst ved danske Aktstykker („Der sinkende Wert des Geldes, beleuchtet durch dänische Gesetze“) erneut um eine Professur. Im Herbst 1869 wurde er zum Professor für Volkswirtschaftslehre und Statistik berufen und hatte diese – unterbrochen durch seine kurze Amtszeit als Minister – bis zu seinem Tode inne. Er unterstützte grundsätzlich die klassische liberale Nationalökonomie, verstand aber auch die deutsche historische Schule.
Scharling war 1872 Mitbegründer der Nationalökonomischen Vereinigung (Nationaløkonomisk forening), viele Jahre lang Vorstandsmitglied und von 1873 bis 1900 Mitherausgeber der Zeitschrift der Vereinigung. Seiner Ansicht nach hing der Preisverfall seit den 1880er Jahren mit der relativ abnehmenden Geldmenge zusammen. Viele spätere Ökonomen folgten ihm und maßen dem Zins (dem Diskontsatz) eine Bedeutung für die Umsatzbeziehung mit dem Ausland zu. Andererseits hatte die Höhe der Zinsen keinen Einfluss auf die Höhe der Ersparnisse. Er bezweifelte zu Unrecht, dass die Landwirtschaft den Getreideexport durch den Export anderer Agrarprodukte ersetzen könne. Auf den internationalen Statistikkongressen 1872 und 1876 vertrat er Dänemark und nahm als Mitglied des 1885 gegründeten Institut international de Statistique an mehreren Kongressen dieser Gesellschaft teil. Er wurde 1886 als Mitglied des Cobden Club und 1889 als Mitglied der Société d’Economie Politique gewählt. Er war außerdem Mitglied der Commission Centrale de statistique de Belgique.

### Folketingmitglied, Rektor der Universität Kopenhagen und Finanzminister

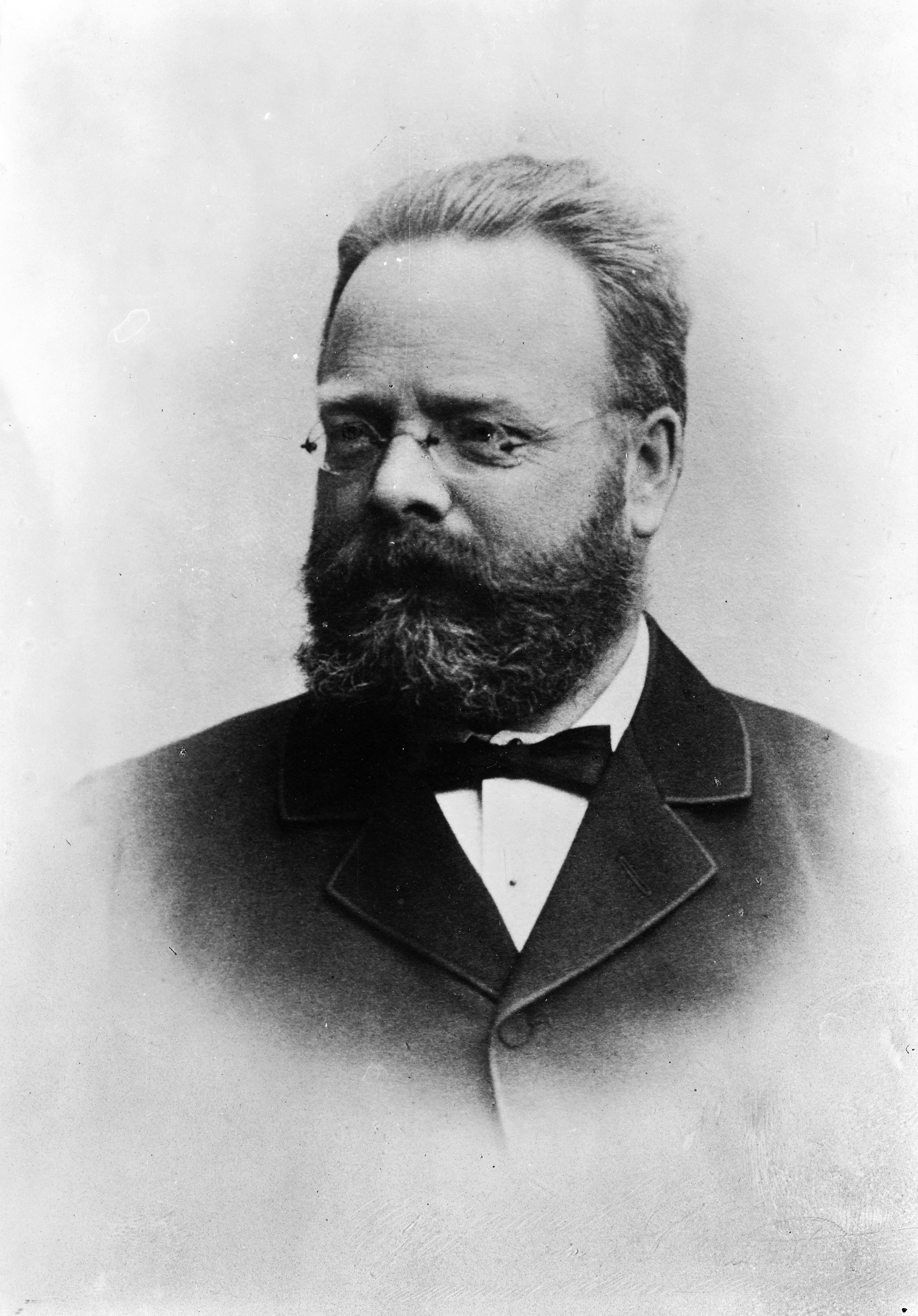
Ministerpräsident Hannibal Sehested, in dessen Regierung Scharling von 1900 bis 1901 Finanzminister war.

Nachdem William Scharling 1873 bis 1881 war er Mitglied der Bürgervertretung von Kopenhagen und mehrere Jahre Vorsitzender des Haushaltsausschusses war, bewarb er sich bei der Folketingswahl 1872 sowie der Folketingswahl 1873 erfolglos im Wahlkreis Grenaakredsen für ein Mandat im Folketing, dem Unterhaus des Reichstages (Riksdag). Bei der Folketingswahl 1876 wurde er im Wahlkreis Kopenhagen IV erstmals zum Mitglied des Folketing gewählt, dem er bis 1898 angehörte. 1873 wurde er Mitglied des Aufsichtsrates der Nationalbank (Danmarks Nationalbank), 1891 wurde er Vorsitzender des Aufsichtsrates der Konzessionierten Allgemeinen Feuerversicherungsgesellschaft (Det octroierede almindelige brandassurance-kompagni) sowie 1894 Vorstandsmitglied der Staatlichen Anstalt für Lebensversicherung (Statsanstalten for Livsforsikring). Er war außerdem Mitglied mehrerer öffentlicher Kommissionen und wurde unter anderem 1872 in die Münzkommission (Møntkommission) und von 1875 bis 1878 in die „Große“ Arbeitskommission (‚Store‘ arbejderkommission) berufen.
Neben zahlreichen wissenschaftlichen Arbeiten verfasste Scharling eine Reihe bedeutender Werke zu wirtschaftstheoretischen und deskriptiven Themen und gab zusammen mit Vigand Falbe-Hansen Danmarks Statistik heraus, das zwischen 1878 und 1881 in fünf Bänden und einem Ergänzungsband 1891 erschien. Das Werk war eine ausführliche Beschreibung aller bedeutenden wirtschaftlichen und sozialen Bedingungen der damaligen Zeit und beleuchtete wichtige Aspekte des wirtschaftlichen Kontexts. Es entwickelte sich über viele Jahre zu einem weit verbreiteten Handbuch und wird bis heute bei der Erstellung wirtschaftshistorischer Abschlussarbeiten verwendet. Als Nachfolger des Chemikers Julius Thomsen übernahm er 1887 das Amt als Rektor der Universität Kopenhagen und bekleidete dieses bis 1888, woraufhin der Mediziner C. E. With seine Nachfolge antrat.
Im Mai 1897 lehnte er das ihm angebotene Amt des Finanzministers in der Regierung Hørring ab, übernahm das Amt des Finanzministers (Finansminister) allerdings am 27. April 1900 im Regierung Sehested. Er bekleidete das Amt bis zum Ende der Amtszeit von Ministerpräsident Hannibal Sehested am 24. Juli 1901. Als er sein Amt antrat, wurde im norwegischen Parlament mit Unterstützung der Rechten eine Einigung über eine agrarfreundliche Steuerreform erzielt. Unabhängig davon legte er dem Landsting, dem Oberhaus des Reichstages, einen Regierungsvorschlag für eine Steuerreform vor, die stärker auf die Städte Rücksicht nahm, während die besonders günstige Zehnten-Entlastung (Tiendeafløsning) für die Landwirtschaft, nicht berücksichtigt wurde. Die daraus resultierende Verwirrung um die Steuerreform trug zur großen Niederlage der Rechten (Højre) bei der Folketingswahl 1901 bei. Er setzte auch einen Vorschlag zur Aufnahme eines Kredits in Frankreich nicht um und musste im Interesse der leeren Staatskasse als erster Finanzminister seit Gründung der Nationalbank 1818 das Staatskonto überziehen. Sehested und die meisten seiner Minister waren entschlossen, ungeachtet der Wahlniederlage weiterzumachen, aber König Christian IX. wollte einen Systemwechsel (Systemskifte) und ernannte mit der Regierung Deuntzer erstmals eine Regierung der Liberalen (Venstre). Nach seinem Ausscheiden aus der Regierung nahm er seine Lehrtätigkeit an der Universität Kopenhagen wieder auf und wurde 1909 korrespondierendes Mitglied der Königlich Schwedischen Akademie der Wissenschaften.

## Veröffentlichungen
Neben seiner Lehrtätigkeit verfasste Scharling zahlreiche Fachbücher. Zu seinen Werken gehören:
- Indledning til den politiske Økonomi, 1868
- Grundrids af den rene Arbejdslære, 1870
- Danmarks Statistik, Mitherausgeber Vigand Falbe-Hansen, 5 Bände 1878–1881, Ergänzungsband 1891
- Bankpolitik, 1900
- Værdilærens Udvikling 1871–1900, 1903
- Grundrids af Nationaløkonomiens Theori, 1903
- Handels- og Toldpolitik, 1905
- Samfundsøkonomiens Theori, 1907
- Samfundsproduktionen, 1907–1908
- Handel, Værdi og Penge, 1909.